# Mistrzostwa Świata w Narciarstwie Szybkim 2017
Mistrzostwa Świata w narciarstwie szybkim 2017 rozegrane zostały w dniach 24 - 26 marca 2017 w Idre. Odbyły się dwie konkurencje, przejazd kobiet i przejazd mężczyzn. Mistrzostwa świata po raz pierwszy odbyły się w Szwecji.

## Mężczyźni
| Pozycja | Zawodnik             | Kraj      | Prędkość km/h |
| ------- | -------------------- | --------- | ------------- |
| 1       | Bastien Montes       | Francja   | 176.93        |
| 2       | Manuel Kramer        | Austria   | 176.66        |
| 3       | Klaus Schrottshammer | Austria   | 176.03        |
| 4       | Simone Origone       | Włochy    | 175.54        |
| 5       | Jukka Viitasaari     | Finlandia | 174.72        |
| 6       | Christian Jansson    | Szwecja   | 174.50        |
| 7       | Ivan Origone         | Włochy    | 174.23        |
| 8       | Radek Cermak         | Czechy    | 173.15        |
| 9       | Simon Leitner        | Austria   | 172.72        |
| 10      | Jimmy Montes         | Francja   | 172.00        |
| ...     |                      |           |               |
| 46      | Dariusz Duda         | Polska    | 150.42        |

## Kobiety
| Pozycja | Zawodnik               | Kraj    | Prędkość km/h |
| ------- | ---------------------- | ------- | ------------- |
| 1       | Valentina Greggio      | Włochy  | 171.50        |
| 2       | Karine Dubouchet Revol | Francja | 170.76        |
| 3       | Lisa Hovland-Uden      | Szwecja | 169.18        |
| 4       | Britta Backlund        | Szwecja | 167.04        |
| 5       | Hanna Matslofva        | Szwecja | 167.00        |
| 6       | Celia Martinez         | Francja | 165.18        |
| 7       | Sofia Hedgren          | Szwecja | 160.58        |
| 8       | Mathlida Persson       | Szwecja | 151.93        |
| 9       | Ludivine Toche         | Francja | 151.27        |
| 10      | Clea Martinez          | Francja | 151.17        |

## Klasyfikacja medalowa
| Miejsce | Państwo | złoto | srebro | brąz | Razem |
| ------- | ------- | ----- | ------ | ---- | ----- |
| 1.      | Francja | 1     | 1      | 0    | 2     |
| 2.      | Włochy  | 1     | 0      | 0    | 1     |
| 3.      | Austria | 0     | 1      | 1    | 2     |
| 4.      | Szwecja | 0     | 0      | 1    | 1     |